# اضطراب الشخصية متقلب
اضطراب الشخصية متقلب هو مرض عقلي يتجلى في صورة أنانية، ولوم الآخرين على الأفعال التي ارتكبوها، ويفتقرون إلى التوجيه في الحياة ونقص البصيرة والتحكم في النفس، إنهم غير قادرين على التعلم من التجارب أو الأخطاء في الحياة لأنهم يفتقرون إلى أي إحساس بالماضي أو المستقبل وغير قادرين على الاهتمام حقًا بالآخرين، يُطلق على الأشخاص الذين يعانون من العرج أيضًا اسم مختل عقليًا غير مستقر.
اضطراب الشخصية المتقلب هو اضطراب في الشخصية يمتلك فيه الأفراد المصابون سمات نفسية مبنية على أنانية قصر النظر ومذهب المتعة غير المسؤول جنبًا إلى جنب مع عدم القدرة على ترسيخ هوية الفرد في المستقبل أو الماضي. تتميز أعراض هذا الإضطراب بنقص التثبيط.
وصفه إميل كريبلين وغوستاف أشافنبورغ في أوائل القرن العشرين وميزه أيضًا كارل جاسبرز ويوجين ومانفريد بليولر، فقد أطلق عليه بالعامية السيكوباتية مع غياب النية أو الافتقار إلى الإرادة.
تم اعتبار شخصيات هذا الإضطراب على أنها تشكل "المكون الرئيسي للجريمة الخطيرة" وتتم دراستها كواحدة من أنواع السيكوباتية ذات الصلة بعلم الإجرام لأنها تشارك بسهولة في التاريخ الإجرامي وقد يصبح المصاب بها معتديًا أو قاتلًا. من الصعب تحديد اعتلالها النفسي على أنه إحساس ضحل بالامتثال دائم. لاحظ وصف عام 2020 للأمراض العقلية أن "هؤلاء الأشخاص يحتاجون باستمرار إلى تحكم يقظ وقيادة ومعلم سلطوي وتشجيع وتصحيح السلوك لتجنب نمط حياة الخمول والانخراط في مجموعات معادية للمجتمع والجريمة وتعاطي المخدرات. يتم تعويض الميول الملحوظة نحو الإيحاء من خلال مظاهر الصلابة غير الطبيعية والعناد والحزم.
بعد الشعور بالذنب نتيجة فعل ما ارتكبه المصاب بهذا الاضطراب فإنه يعيش بعد ذلك إما في خوف دائم من عواقب أفعاله وأما متقاعساِ عن العمل خوفًا من شيء سيئ قد يصدمه، وكثيرا ما ينسحب من المجتمع نظرًا لميله إلى المبالغة لتفصيل رواياته وتصوير نفسه في مواقف مثالية ولاختراع القصص. يتجلى هذا الخوف بعد ذلك على أنه عرضة لإلقاء اللوم على الآخرين بسبب جرائمه والسعي في كثير من الأحيان لتجنب المسؤولية عن أفعاله، إنه لا يعتبر نفسه مسؤولاً عن فشل حياته وبدلاً من ذلك يصف نفسه بأنه ضحية التعرض لسوء المعاملة.
تم تصنيف المصابين بهذا الإضطراب على أنهم يتمتعون بتفكير طبيعي أو مرتفع ولكن معايير أخلاقية متدهورة. من بين الأنواع العشرة من السيكوباتيين التي حددها شنايدر، فقط عديم الرحمة) والمتقلب كان لديهم مستويات عالية من السلوك الإجرامي دون تأثير خارجي وبالتالي شكلوا أقلية من السيكوباتيين الذين يكون محكوماً عليهم فعليًا بارتكاب جرائم. كثيرًا ما يغيرون أهدافهم المحددة، السيكوباتي المتقلب يبحث باستمرار عن تأثير خارجي، لا يهم حقًا ما إذا كانوا ينضمون إلى حركات غامضة أو فاشية. خلصت دراسة أجريت على المصابين بهذا الاضطراب إلى أنه في كل تلك الحالات كانت النتيجة تدهورًا اجتماعيًا مستمرًا انتهى بوجود طفيلي اجتماعي أو حياة إجرامية معادية للمجتمع".
لدى أصحاب هذا الاضطراب أحد أكثر التكهنات غير المواتية للمرضى النفسيين. للعيش بأمان يتطلب مثل هذا السيكوباتي أسلوب حياة قاسياً وإشرافًا مستمرًا.

## أصل التسمية والنقد
هي كلمة ألمانية تشير في سياقها إلى نمط حياة متخبط وبلا هدف وغير مسئول. وعادة ما يطلق عليهم سريريًا مصطلح «مختل عقليًا غير مستقر»، والذي يختلف عن اضطراب الشخصية غير المستقرة عاطفياً (اسم بديل لاضطراب الشخصية الحدي). لوحظ في الدراسات المبكرة أن إنجلترا والولايات المتحدة ودول شمال أوروبا لم تستخدم نفس التصنيف.
تاريخيًا، جادل باحثون مثل شنايدر بأن عدم الاستقرار هو العرض في حين أن الافتقار إلى الإرادة هو السبب الأساسي. لم يتم تضمين هذا الإضطراب في الدليل التشخيصي والإحصائي للاضطرابات العقلية ربما بسبب الاعتقاد الحديث بأن مفهوم الإرادة عفا عليه الزمن وطغت عليه مفاهيم الدافع والإثارة.
في عام 1963 عرّف كارل ياسبرس المصطلح بأنه «أولئك الذين ليس لديهم قوة إرادة على الإطلاق التائهون ببساطة والذين يرددون أي تأثير يؤثر عليهم». ومع ذلك في عام 1976 أدرجت حكومة كندا المصطلح البديل «التائه غير المستقر» في سياق علم الجريمة النفسي كمصطلح إشكالي لم تتمكن من تقديم ترجمة فرنسية له بسهولة وفقًا لقوانين ثنائية اللغة كما ظهرت قضايا مماثلة في محاولة ترجمتها إلى لغات أخرى بما في ذلك التركية.
في أوائل القرن العشرين نأى أشافنبورغ بنفسه عن الاتهامات القائلة بأن التشخيص كان يهدف إلى حماية المجرمين من العقاب مؤكدًا بدلاً من ذلك أن أولئك الذين يعانون من اضطراب الشخصية «لا يمكن عمومًا تبرئتهم».
حذر دكتور فريدريش شتومبفل مما رآه اتجاهاً لتشخيص اضطراب فقدان الشخصية دون تحقيق في الأمراض المصاحبة التي قد تكون أكثر وضوحاً. في إدانته لفكرة اضطرابات الشخصية بشكل عام اقترح يواكيم-إرنست ماير في عام 1976 أن وصف شنايدر المبكر لهذا الإضطراب على أنه نقص في التصميم في جوانب الحياة بما في ذلك الأبوة والأمومة يمكن وصفه بسهولة كمثال على العصاب بدلاً من الاعتلال النفسي وذلك إذا تمت دراسته فقط من خلال مسبباته وليس أعراضه وقد تم استخدامه كمثال على الجدل حول الطبيعة مقابل التنشئة الذي أحاط بجميع اضطرابات الشخصية.
في الآونة الأخيرة تم انتقاده على أنه "تشخيص الملاءمة الذي يتجنب كل المداولات الإضافية حول شخصية المختل عقلياً.

## علم وظائف الأعضاء
وصف المصاب هذا الإضطراب بأنه يحمل حمل وراثي واضح كما تم اقتراح أن الميل إلى هذا الإضطراب ينتقل فقط من خلال جينات الأم. وهو قادر فقط على تقديم «ردود فعل بدائية» و«حكم ضعيف وغير ناضج» كما لوحظ أنه يظهر نقصًا مطلقًا في الهدف في حياة المصاب به «باستثناء  الحاجة البيولوجية البسيطة لمواصلة الحياة».
كتب جوستاف فون بيرجمان المتخصص في الطب الباطني بدلاً من الطب النفسي في عام 1936 أن اضطراب الشخصية المتقلب كان بيولوجيًا بالكامل وليس ناتجاً عن الصدمات النفسية. في الواقع اقترح الدكتور هانز لوكسنبرغر في عام 1939 أن مادة سامة في عملية التمثيل الغذائي عند وجودها مع اضطراب الشخصية المتقلب قد تكون مسؤولة عن صعوبات الوهن مثل ضيق التنفس والغثيان والصداع العنقودي. أشار د. هيوز إلى أن ثلثي مرضى هنتنغتون قد تم تشخيصهم سابقًا على أنهم إما مرضى متقلبون أو عديمو الرحمة.
أظهرت دراسة أجريت في عام 1949 على مختلف الاضطرابات النفسية التي خضعت للفحص بواسطة تسجيلات تخطيط كهربية الدماغ أن الشخصيات الحدية والشخصيات المتقلبة قد زاد فيها مستويات خلل ضربات القلب في حين أن الأنواع الفرعية الأخرى من الاعتلال النفسي لم تظهر أي تباين. في عام 2006 حصل موظف في مستودع إسيكس أصيب بجروح في الرأس على تعويض قدره 3 ملايين جنيه إسترلينيل على أساس أنه تسبب في إصابته باضطراب الشخصية المتقلبة والسعي وراء البغايا والمواد الإباحية التي دمرت زواجه.
افترض الدكتور دبليو بلانكنبرج في عام 1968 أن أولئك الذين يعانون من اضطراب الشخصية المتقلبة أظهروا توجهاً أقل صرامة من هؤلاء المرضى الذين كانوا ببساطة غير مستقرين. بحلول عام 1962  كان يتم اختبار جراحة الفصوص كوسيلة ممكنة للحد من التفكير الفوضوي للمتأثرين بهذا الإضطراب.
قدر كريبلين في ملاحظته «زيادة خطر السلوك الإجرامي» أن 64٪ من الرجال و 20٪ من النساء المتأثرين بهذا الإضطراب انحدروا إلى إدمان الكحول في أوائل القرن العشرين، كما يظهر أصحاب هذا الاضطراب أوجه تشابه مع خلل النطق الهيستيري، لاحظ عالم تحسين النسل فيرنرز كروليس من جامعة لاتفيا أنه كثيرًا ما يصاحب اضطراب الشخصية الهستيرية.

## الأعراض
وفقًا لبحث عام 1968 غالبًا ما يصاحب هذا الاضطراب تشخيصات الصحة العقلية الأخرى ونادرًا ما يظهر منعزلاً من تلقاء نفسه. ركز هانز هاينز على اعتقاده بأنه ينشأ في النهاية من الشعور بالنقص بينما كان كرامر يعتقد أن هناك عقدة دونية قتالية وعقدة تفوق، قيل أن لديهم دافع غريزي ديناميكي «للتشبث» بالآخرين، لتجنب الشعور بالوحدة الرهيبة التي يخشونها لكنهم سيمثلون دائمًا «خطرًا كامنًا» لأنهم غير قادرين  للحفاظ فعليًا على العلاقة الضرورية. وفقًا لبحث عام 1926 فإنهم ينظرون إلى كل تفاعل على أنه وسيلة لكسب «تساهل بعض الناس ومساعدة الآخرين».
أشارت إحدى الدراسات المبكرة إلى أن 7.5٪ من السيكوباتيين كانوا من ذوي هذا التشخيص وقدر كريبلين أن ممارسته الخاصة حددت أقل من 20٪ من السيكوباتيين الذين رآهم كانوا كذلك. ومع ذلك أشارت الدراسات الحديثة بعد التفريق بين التشخيصات الأحدث أنه قد يكون أقل من 1٪ من السيكوباتيين يعانون منه حقًا.
تم وصف من شخصوا به في عام 1922 بأنهم متقلبو المزاج وسلبيون وسرعان ما تحولوا من الثقة الزائدة في الانتصار إلى التحدي الكئيب.
تعني قدرتهم العاطفية أنهم يتناوبون بين عرض صورة متفائلة وكفؤة تدعي أنهم «مقدر عليهم القيام بأشياء عظيمة» وصورة أكثر صدقًا من السخرية والاكتئاب. تشير الأبحاث التي أجريت في عام 1925 إلى أنهم يظهرون تهيجًا عاطفيًا كبيرًا والذي قد يؤدي إلى فقدان المزاج بشكل عنيف ويفسرون أي قيد على أنه إهانة غير مستحقة ولديهم رغبة واضحة في الجدل. تزداد الأعراض سوءًا إذا مُنحوا استقلالية أكبر في المنزل وفي عملهم.
مخططهم الذاتي يشمل فقط الحاضر المباشر. يوصفون بأنهم «يعيشون في مكان ولحظة عشوائية». من المآزق الشائعة في العلاج أنهم أثبتوا في عام 1917 أنهم سطحيون جدًا فهم يكتسبون المعرفة بسهولة ولكن لا يطبقونها بأي شكل من الأشكال وسرعان ما ينسونها.
أولئك الذين لديهم هذا الإضطراب يظهرون عددًا من الصفات المحببة الساحرة بدفء عاطفي واضح، كما يُشار إليهم أيضًا على أنهم غير مبالين تمامًا بالآخرين، يحبون العيش من أجل اليوم ولا يضعون خططًا ليس فقط للمستقبل بل حتى للغد كما أن الدراسة والعمل ليسا مهمين بالنسبة لهم. وقد وُصِفوا بأنهم غزاة يتمتعون بمظهر من الدفء العاطفي. كما أنهم يكافحون مع إدمان الكحول ويتعرفون على اضطراب الشخصية المعادية للمجتمع.
قال كريبلين إنهم «قادرون على القيام برحلات لا معنى لها وربما يصبحون متشردين». جادل كريبلين بأنه تم ربط حب التجوال مدى الحياة بهذا الإضطراب في حين جادل كان بأنهم غالبًا ما يفقدون حب التجوال مع تقدمهم في العمر ويفضلون الاستقرار في المستوى المتوسط. البعض يصنع ثروته لكن اختفاء المسافرين الأقل حظًا لم يرد ذكره من قبل عائلاتهم التي اعتبرتهم عبئًا ثقيلًا.
بالنسبة للباحثين في أوائل القرن العشرين بدا أنهم ودودون وحسنو الكلام وواثقون من أنفسهم وبذلوا جهودًا قوية لتحسين نقاط ضعفهم وبالتالي خلق انطباع أول مضلل.
يرتبط الكذب الباثولوجي ارتباطًا وثيقًا باضطراب الشخصية المتقلب حيث أشار آرثر كيلهولز إلى إنهم يكذبون مثل الأطفال، غالبًا ما يبدو أنهم لا يدركون الحقيقة بينما شعر هامبورغر بأنهم لا يملكون أي إحساس بالموضوعية ولا حاجة لديهم للحقيقة أو الاتساق.
وفقًا للدراسات المبكرة عن المتأثرين بهذا الإضطراب أنهم يمكنهم التصرف بشكل صحيح لفترة من الوقت تحت قيادة جيدة، ولا يمكن الوثوق بهم في المناصب القيادية. وأشار غانوشكين إلى أنه يجب حثهم أو توبيخهم أو تشجيعهم «بالعصا كما يقولون». كما أنهم يظهرون تحكمًا سيئًا في الحالة المزاجية ويتفاعلون بسرعة مع الظروف المباشرة نظرًا لأن تغير المزاج يمكن أن يكون شديدًا ويتقلب بشدة مما أدى إلى دلالة «مختل عقليًا غير مستقر».
وقد تم وصفهم بأنهم بدم بارد ولكن يجب التمييز بينهم وبين اضطراب الشخصية الإعتمادي حيث يمكن أن يظهر الاثنان متشابهين على الرغم من وجود أسس متعارضة بشكل صارخ.  يُعرَّف الأشخاص المصابون باضطراب الشخصية الإعتمادي بالميل إلى الإحراج والخضوع وهما ليسا وجهين حقيقيين لمن يعانون من هذا الاضطراب حتى لو كانوا يقلدون ذلك. وهكذا تم اعتبار الشخصية المتقلبة «الأكثر إزعاجًا» في عام 1955.

## جذور الطفولة ودور الأسرة لاحقًا
لقد تم اقتراح أن اضطراب الشخصية المتقلب قد ينشأ من «الصدمة من خلال تراخي الأم» أو النشأة في إحدى المؤسسات كالملاجئ ودور الأيتام بديلا عن المنزل على الرغم من عدم وجود دليل قوي على ذلك. كما أن الإضطراب قد يظهر في مرحلة الطفولة ببساطة كرد فعل هوس خفيف لفقدان أحد الوالدين. الشخصيات الذكورية المتقلبة قد تخرج من عائلات بها أم مدللة ومبالغة في الحماية ومستبدة مع أب ضعيف. وأشار هامبورغر إلى أن "طفولة وشباب الشخصية المتقلبة حزينان للغاية". من الممكن ولكن نادرًا أن تتطور شخصيات هذا الإضطراب ضمن الهياكل الأسرية السليمة.
أشار جيرهاردت نيسن إلى إمكانية وجود عوامل داخل الرحم تساهم في تشكيل السلوكيات المعادية للمجتمع في حالة السيكوباتيين المتقلبين بينما أشار إلى أن مفهوم السيكوباتية ضعيف جدًا في علم النفس المرضي الحديث بحيث لا يمكن تمييزه عن الحالات الأخرى. اقترح آخرون أن هناك ارتباطًا وراثيًا قويًا حيث غالبًا ما يظهر على الوالدين أيضًا اضطراب الشخصية المتقلبة وخاصة الأم. يمكن أن تؤدي تربية الطفل المنفلت في بعض الحالات إلى تدمير بنية الأسرة بإجبار الأقارب على اتخاذ مواقف متعارضة وإثارة الخلاف وخلق جو من المرارة والاكتئاب. 
تم وصف أصحاب هذا الاضطراب بأنهم خيبات أمل لعائلاتهم ولا يستطيعون الشعور بالحب الفعلي لوالديهم وغير مبالين بمصاعب الأقارب؛ نظرًا لأن جميع العلاقات لا يُنظر إليها إلا على أنها وسائل محتملة لاكتساب المتعة.
يجب توخي الحذر عند تشخيص حالات الأطفال لأن سمات عدم استقرار الهدف وقلة التفكير وقابلية الإيحاء والأنانية والسطحية في التأثير هي إلى حد ما طبيعية في مرحلة الطفولة. يُظهر الأطفال المصابون بهذا الاضطراب في الشخصية اعتمادًا ملحوظًا على البيئة والذي قد يكون سببًا وليس تأثيرًا لـهذا الإضطراب، من الأهمية بمكان أن يكون لدى الأطفال الذين يعانون منه أقران وأصدقاء يحيطون بهم وذلك فقط لمحاولة تعلم السلوكيات. وهم غالبًا ما ينشطون جنسيًا في سن مبكرة ولكن نضجهم الجنسي يتأخر وككبار يحتفظون بطفولة نفسية سيئة. الإدمان بين هؤلاء المرضى النفسيين عادة ما يكون طفوليًا ويسعى لاستبدال الاتحاد المزدوج المفقود الناشئ عن رفض والديهم ثم يتحول لاحقًا إلى التركيز على موضوعات تشمل الانتقام أو المازوخية السادية.
تراوحت السن الذي أظهر فيه الآباء أو المهنيون القلق بشأن السيكوباتية في سن ما قبل المدرسة. يميل الطفل إلى الظهور بمظهر قوي الإرادة والطموح فقط مع تقدمه في السن، ثم يتسبب الافتقار إلى المثابرة في جعل القائم على رعايته أن يصبحو في حيرة من شغفه لأنه يتعارض مع ما ظهر سابقًا. ينشأ هذا بشكل أساسي بسبب مطالبهم الصارمة للرغبات قصيرة المدى التي يتم تفسيرها خطأً على أنها ذات غرض ثابت ومثابرة. أظهر بعض المرضى فيما بعد سمات اعتلال الأعصاب في مرحلة الطفولة مثل التبول اللاإرادي والتلعثم. كما كانوا أكثر عرضة للهروب من منازلهم والبدء في معاقرة الكحول قبل بلوغ السن المقبولة اجتماعيًا وكانوا خائفين من العقاب. على الرغم من صعوبة تكوين صداقات في الطفولة المبكرة إلا أنهم يجدون ذلك أسهل مع تقدمهم في السن.
أكد كريبلين أن الاضطراب كان قائمًا على استعداد بيولوجي ولكنه يتأثر أيضًا بعوامل مثل ممارسات تربية الأطفال والمكانة الاجتماعية وحالة منزل الوالدين. أظهر تحليله أن 49٪ ممن تم تشخيصهم يعانون من مشاكل أبوية واضحة مثل إدمان الكحول أو اضطرابات الشخصية. من الممكن تشخيص الحالة ابتداءا من سن الخامسة رغم صعوبة ذلك. قد يكون من الممكن منع الفشل الاجتماعي من خلال تدابير الرعاية مثل التدخل المبكر.

## التعليم
يمكن أن يتسبب الإضطراب في صعوبات تعليمية وإذا لم يفهم الآباء خصوصيات طفلهم فقد يحاولون من خلال النوايا الحسنة إجبار الطفل على نظام تعليمي غير مناسب له مما يخلق بعد ذلك شعورًا بالعزلة لدى  الطفل الذي تنمو لديه ميول متمردة والتي تبين أنها كارثية، قد يفضل الطلاب ذوو هذا الإضطراب الفنون على العلوم لأن الفنون لا تتطلب إحساسًا ثابتًا بالحقيقة كما تستلزم دراسة أقل انضباطًا. نظرًا لميلهم إلى أدوار التمثيل فإن المسرح والسينما لهما جاذبية وتأثير كبير عليهما.
من خلال القيادة المناسبة والضوابط من المعلمين يمكنهم أن يصبحوا تلاميذ نموذجيين سلوكياً على الرغم من أن شنايدر رأى أنه من غير المجدي تعليم من لا يمتلك القدرة على التعلم من أخطائه، ويعتقد والتر موس أن هذا الاضطراب قد أظهر أنه معدي في حالات نادرة حيث طور زملاء الدراسة نفس الاضطراب من التفاعل مع المرضى. جادل هامبورغر لإزالة طفل من عائلته الأصلية بمجرد تأكيد الاضطراب لدى عائلته وذلك لإعادة توطينه في مركز تعليمي ريفي.

## المراهقة والشباب والجهود المبذولة للتدخل
عندما يُطلب منهم العيش بشكل مستقل سرعان ما يفقدون الاهتمام ويتشتت انتباههم ويرتكبون أخطاء جسيمة وإهمالًا. غالبًا ما يكون الميل إلى تراكم الديون أثناء البحث عن المتعة أو الهروب من المسؤولية هو السبب المنسوب لانزلاقهم إلى الجريمة، على الرغم من أن كرامر أشار إلى أن أولئك الذين أظهروا براعة شديدة وميلاً نحو عدم الأمانة كانوا قادرين على إيجاد مصادر بديلة  للدخل دون أن يصبحوا بالضرورة مجرمين على الرغم من التحذير من أنه يجب دفع ديونهم مرارًا وتكرارًا إلى أن يصبح الوالدان غير قادرين أو راغبين في القيام بذلك ومن ثم يتركونهم لمصيرهم.
وأشار غانوشكين إلى أن هؤلاء الأشخاص يثيرون التعاطف والرغبة في مساعدتهم قسراً ولكن نادراً ما تدوم المساعدة المقدمة لهم لذا فإن الأمر يستحق التخلي عن هؤلاء الأشخاص لفترة قصيرة. أدت النوايا الحسنة إلى الخلاصة "ربما تكون أهم وظيفة للطبيب النفسي عند التعامل مع هؤلاء المرضى هي حماية أقاربهم وأصدقائهم من إفساد أنفسهم في محاولات يائسة للإصلاح. ومع معظم هؤلاء المرضى يأتي الوقت الذي  يُنصح فيه الأقارب بالسماح للمريض بدخول السجن أو تحمل عواقب أفعاله دون حماية.
على النقيض من ذلك طور آخرون الاعتقاد المتفائل إلى حد ما بأن «الزوج المناسب» أو قريب «قوي الإرادة» يمكن أن يحسن بشكل كبير نتائجهم. وقد ردد ذلك أندريه يفغينيفيتش الذي لاحظ أنه «إذا وقعوا في أيدي شخص لديه إرادة قوية، على سبيل المثال الزوجة أو  الزوج يمكنهم العيش بسعادة تامة لكن الوصاية يجب أن تكون دائمة».

## علم الجريمة
في حين أن بعض ذوي هذا الإضطراب ارتفعوا إلى مستوى المجرمين الخطرين عدة مرات فمن الملحوظ أنهم يجذبون الانتباه مبكرًا نتيجة لطبيعتهم المتشردة.
على الرغم من اعتقاد كريبلين أن أولئك الذين يعانون من اضطراب الشخصية المتقلبة يمثلون نقيضًا للأخلاق لا يوجد بالضرورة ميل نحو اللا أخلاقية على الرغم من انتهاكاتهم الإجرامية المتكررة لأنهم قد يفتقرون إلى القدرة على التعمد.

### العنف المنزلي والتحرش بالأطفال
على الرغم من أنهم يدخلون في العلاقات بسهولة إلا أن أندريه يفجينيفيتش ليتشكو يؤكد أنهم غير قادرين على الولاء الفعلي أو الحب غير الأناني ويتم التعامل مع الجنس كشكل من أشكال الترفيه بدلاً من العلاقة الحميمة. لذلك يوصفون بأنهم طغاة الأسرة. 
اقترحت دراسة ألمانية أجريت عام 1967 أن أكثر من 90٪ من مرتكبي سفاح القربى البالغين تم تشخيصهم باضطراب في الشخصية. يمكن للمرضى من النساء أيضًا أن يعشن بشكل غير مباشر من خلال تشجيع وتوجيه الحياة الجنسية لبناتهن.

### القيادة في حالة سكر والهروب من موقع الحادث
تنجذب بعض الشخصيات المتقلبة إلى عادات القيادة الخطرة كمصدر للمتعة. من المعروف أنهم يسرقون السيارات للقيادة بسرعات عالية إذا لم يتمكنوا من تلبية رغبتهم.
نشرت المجلة الأمريكية للطب النفسي دراسة عن سائقي السيارات التي تفر من موقع الحادث في عام 1941 والتي أظهرت أن 40٪ من السائقين الذين فروا من مكان حادث مروري أثبتت إصابتهم باضطراب الشخصية المتقلب، كان هذا متسقًا مع النتيجة السابقة بأن الشخصيات المتقلبة كانت من بين أكثر الشخصيات التي حاولت الفرار إذا تم القبض عليهم متورطين في أي جريمة.

### الانتحار
أشارت الأبحاث التي أجريت في أوائل القرن العشرين حول الانتحار بينهم إلى أنه على الرغم من التخطيط أو محاولة الانتحار بشكل متكرر إلا أنهم عادة لا ينجحون لأنهم يفتقرون إلى الشجاعة ويسهل تشتيت انتباههم.

### الإلتحاق بالمؤسسات
توقفت استجابة المرضى بشكل جيد للغاية للمؤسسات حيث يمكن التحكم في تأثيرهم ليصبحوا نزلاء نموذجيين في المصحات حتى في غضون ساعات من وصولهم لأول مرة على الرغم من الحياة الفوضوية خارج النظام، ولكن إذا تُرِكوا من خلال النوايا الحسنة لأنفسهم  لا يلبثون طويلاً حتى تنهار حالتهم الحالية ويتم إغرائهم مرة أخرى نحو المسار الخطأ.
أشار بيوتر غانوشكين إلى أنهم يلتحقون بالخدمة العسكرية بسبب ضغط الأقران ولكن نظرًا لنقص الكحول والصرامة كان العمل الجاد المطلوب منهم أعلى من قدراتهم. وجدت دراسة أجريت عام 1942 على الجيش الألماني أن اضطراب الشخصية المتقلب والفصامي فقط لم يكونا قابلين للقياس بين الجنود على الرغم من وجودهم في السكان المدنيين. توصلت دراسة بحرية سوفياتية عام 1976 إلى استنتاجات مماثلة.
خلص روث وسلاتر إلى أن علاج مثل هذه الشخصية يكاد يكون ميؤوسًا منه في ظل النظام الحالي للمجتمع. إن احتمالات العلاج النفسي بائسة وأفضل ما يمكن  يتم الحصول عليه يأتي من خلال الرقابة الاجتماعية.
بعض الباحثين يقترحون أن مزاجهم المتقلب وعدم كفاية الدافع سيقودهم إلى مشاعر غامضة من الخوف وتحويل أي شيء صغير إلى أشياء كبيرة والإثارة وإساءة تفسير كل كلمة غير مؤذية وانتقاد كل شيء والقيام بأعمال عدائية وفي بعض الحالات ينظرون إلى الوراء بإدراك متأخر ويأسفون على المظالم التي ارتكبوها. ومع ذلك رأى كرامر أنه عند ارتكاب مخالفات نجدهم نادمين ويتهمون أنفسهم ويؤكدون أنهم سوف يتحسنون، ولكن عند الفحص الدقيق يكون الأمر مصطنعًا وغير صادق.
عند مواجهة أفعالهم السيئة يرد هؤلاء بأسباب سطحية إلى حد ما لطلب الصفح عنهم؛ إذ يزعمون أن والديهم قد عاملوهم بشكل غير صحيح أو أنهم كانوا ضحية لظروف معاكسة أو تم إغرائهم من قبل الآخرين وتضليلهم. أولئك الذين لديهم تفكير جيد يبحثون عن عذر مقبول من شأنه أن يبرر أفعالهم.